# مورين هوهي
مورين هوهي (بالإنجليزية: Maureen Haughey)‏‏ (3 سبتمبر 1925 - 17 مارس 2017) هي زوجة رئيس الوزراء الأيرلندي تشارلز هوهي.

## التعليم
تعلمت في جامعة كلية دبلن.